# مسجد كامبونج مولاوت
مسجد كامبونج مولاوت يقع المسجد في منطقة كامبونج مولاوت، والتي تبعد حوالي تسعة عشر كيلومتر من مدينة بندر سري بكاوان عاصمة بروناي .

## البناء
تم دء في بناء مسجد كامبونج مولاوت في شهر أغسطس من عام 1985، على موقع أرض مساحتها 0.25 فدان، واكتمل البناء في شهر مارس من عام 1986، مع نفقات بلغت 51،400.00 دولار والتي أتت نتيجة التبرعات العامة .

## الافتتاح
افتتح مسجد كامبونج مولاوت رسميا من قبل معالي الأستاذ حاجي أوانغ عبد العزيز بن القلب مدير الشؤون الشرعية في حكومة بروناي دار السلام في ذلك الوقت، وكان ذلك في يوم السبت العشرين من شهر صفر من عام 1406 هـ الموافق الثامن والعشرين من شهر يونيو من عام 1986 .

## التوسعة
مع الزيادة في عدد السكان وجماعة التي تسكن في منطقة المسجد، فقد تم البدء في علملية توسع تدريجي للمسجد في عام 1990، وبلغت قدرة المسجد الاستيعابية ما يصل إلى 500 مصلي في وقت واحد، التسهيلات المتاحة في المسجد هي مكتبة.